# Mortimer Taube
Mortimer Taube (* 6. Dezember 1910 in Jersey City, New Jersey; † 3. September 1965 in Annapolis, Maryland) war ein US-amerikanischer Bibliothekar, Dokumentar und Pionier des Information Retrieval.

## Leben
Taube studierte an der University of Chicago und machte dort 1933 seinen B.A. in Philosophie und 1935 den Ph.D. an der University of California, Berkeley. 1936 machte er ebendort einen Abschluss als Bibliothekar. 1947–1949 führte er das Science and Technology Project an der Library of Congress, von 1952 bis 1953 war er Herausgeber der Zeitschrift American Documentation.
1952 gründete er die Firma Documentation, Inc. die neue Methoden der Dokumentation entwickelte um der explodierenden Informationsflut Herr zu werden. Außerdem gilt er als Begründer der Methode des Coordinate Indexing.

## Werke
- Computers and Common Sense, the Myth of Thinking Machines. 1961; deutsch: Der Mythos der Denkmaschine. Kritische Betrachtungen zur Kybernetik. Reinbek: Rowohlt, 1966. Rowohlts Deutsche Enzyklopädie Nr. 245
- Information Storage and Retrieval: Theory, Systems, and Devices. 1958.